# Список (текстология)

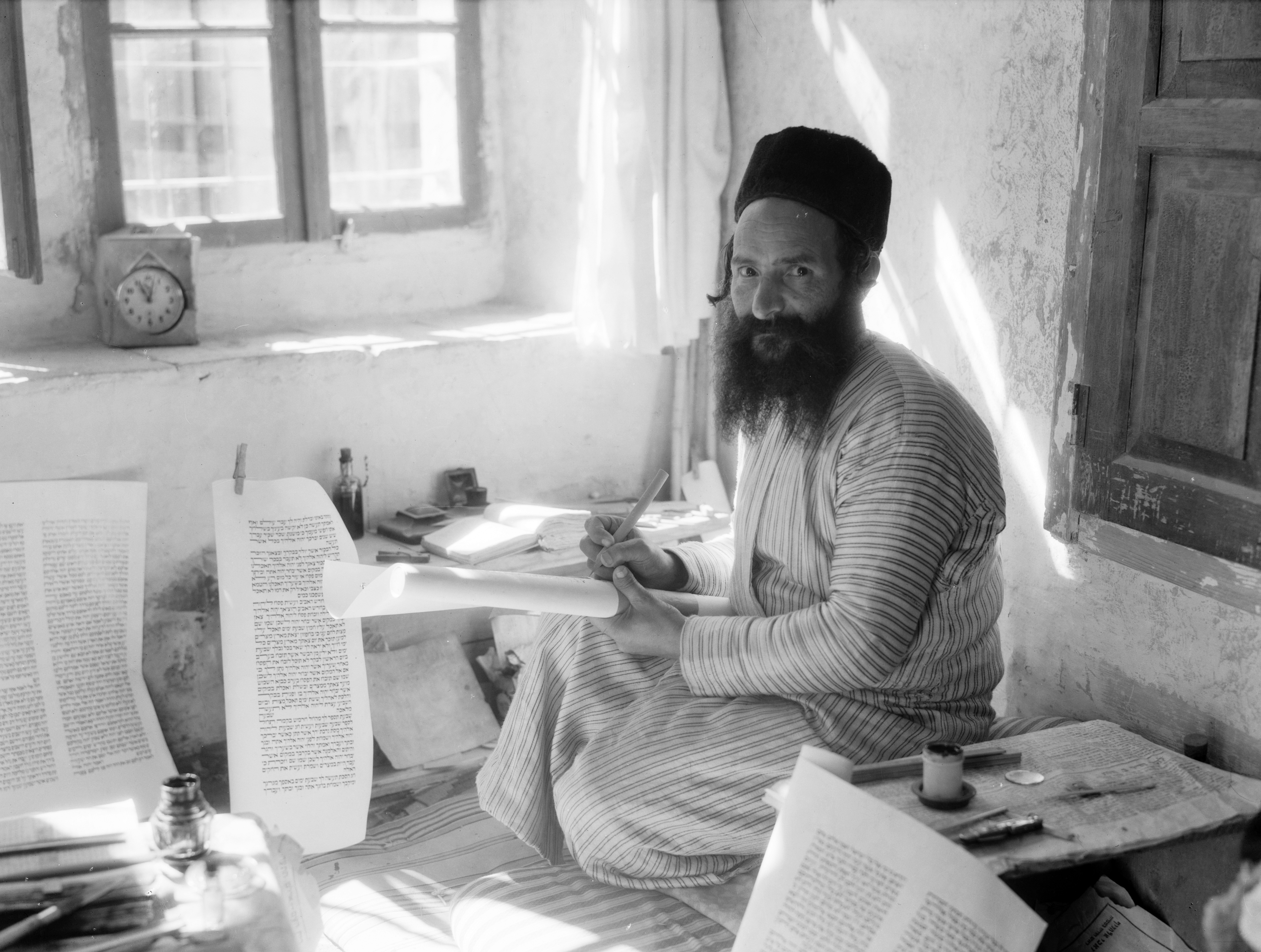
Еврейский переписчик Шломо Вашади за работой

Спи́сок (от спи́сывать) — списанный откуда-либо текст, а также документ, содержащий такой текст. В текстологии Нового времени списком называют документ, созданный в результате рукописного или машинописного воспроизведения текста первоначального документа (произведения, протографа данного списка), если воспроизведение осуществлено не автором первоначального документа, а другим лицом, в отличие от автографа (текста, принадлежащего руке автора первоначального документа). В текстологии древних и средневековых текстов — переписанное произведение, документ, созданный в результате рукописного воспроизведения текста первоначального документа (произведения, протографа данного списка). В данном случае списком называется документ, который мог быть создан как автором первоначального документа, так иным лицом, то есть список может быть одновременно автографом.
В отличие от копии текста произведения, список — это текст, целью которого не является точное воспроизведение первоначального текста. Не существует двух списков, полностью идентичных по тексту, в том числе и в пределах одной редакции.

## Список и протограф
Список и копия — понятия, обратные понятию протографа: если рукопись A — список или копия с рукописи B, то рукопись B — протограф рукописи A. Отношение списка или копии к протографу не всегда подобны отношению копии к оригиналу. Понятие «протограф» шире понятия «оригинал некоторой копии». Между списком или копией и их протографом могут быть промежуточные списки или копии, но при условии, что в списке протограф не подвергся переработке или хотя бы частичному изменению. Если писец использовал текст двух или нескольких списков, все эти предшествующие списки-оригиналы являются протографами. Если документ имеет сложную историю текста, список оригинала произведения может одновременно являться протографом более позднего списка или группы списков.

## Авторизованный список
Авторизо́ванный список — список, просмотренный, исправленный, дополненный или завизированный автором. Такой список близок к автографу и авторитетен в той же мере, что и автограф. Напечатанный машинисткой с автографа авторский оригинал, прочитанный и исправленный (авторизованный) автором, также представляет собой авторизованный список.

## Древняя и средневековая литература

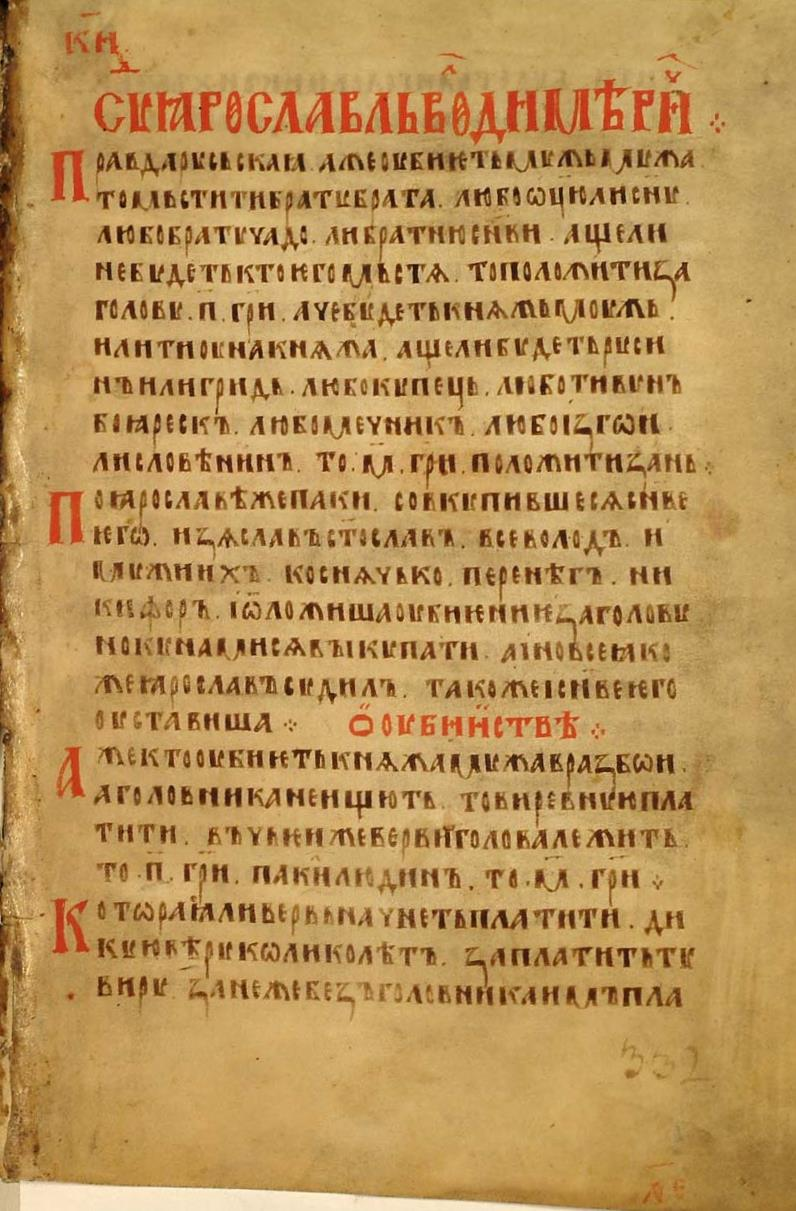
Начало Троицкого I списка Русской Правды. Наиболее исправный список Пространной редакции, XIV век

Списки произведений являются одним из основных объектов изучения текстологии. До середины XV века, когда получило распространение книгопечатание, литературные произведения существовали только в виде рукописей, которые лишь в самых редких случаях были автографами или просмотренными и исправленными автором копиями (авторизованными копиями). Вероятность сохранения одного или нескольких из многочисленных списков произведения была значительно выше вероятности сохранения автографа, часто существовавшего в единственном экземпляре. Произведения древней литературы сохранились исключительно в списках. Почти каждое произведение средневековой литературы имело сложную историю текста и целый ряд авторов, причём часто древнейший из дошедших до нас списков был создан несколькими столетиями позже времени написания произведения. Большинство средневековых произведений известно в списках. Так, «Песнь о Роланде», возникшая в конце XI века, представлена только одним списком конца XII века и большим количеством списков XIII—XIV веков. «Повесть временных лет», завершённая в начале XII века, известна в списках, начиная с XIV века. Краткая редакция Русской Правды, предположительно составленная в XI или XII веках, известна только в двух аутентичных списках XV века.